# 大多和新輔
大多和 新輔（おおたわ しんすけ、1869年12月6日（明治2年11月4日） - 1933年（昭和8年）11月25日）は、大日本帝国陸軍軍人。最終階級は陸軍中将。位階勲等功級は正四位勲二等功三級。

## 経歴・人物
長州藩士・大多和篤義の長男として長門国（現・山口県）に生まれ、1913年（大正2年）家督を相続する。
1890年（明治23年）7月29日の官報によると、陸軍士官学校第1期を歩兵科1番/103名で卒業。翌年、陸軍歩兵少尉に任官する。
歩兵第1連隊附、陸軍戸山学校教官、陸軍省軍務局課員を経て、1911年（明治44年）8月に陸軍歩兵大佐・歩兵第22連隊長に任官。
ついで、1916年（大正5年）8月に陸軍少将・歩兵第26旅団長を経て、1919年（大正8年）11月に浦塩派遣軍兵站監長に補任され、志岐守治中将に代わり、撤兵まで勤務した。
その後は、1920年（大正9年）8月に陸軍中将を経て、1920年（大正9年）9月に第11師団留守司令官に転じ、1922年（大正11年）8月に待命、1923年（大正12年）3月に予備役に編入した。

## 栄典
位階
- 1894年（明治27年）2月28日 - 従七位[7]
- 1903年（明治36年）11月10日 - 従六位[8]
- 1907年（明治40年）12月27日 - 正六位[9]
- 1911年（明治44年）9月30日 - 従五位[10]
- 1916年（大正5年）9月11日 - 正五位[11]
- 1920年（大正9年）9月10日 - 従四位[12]

勲章
- 1901年（明治34年）12月28日 - 勲五等双光旭日章[13]
- 1902年（明治35年）5月10日 - 明治三十三年従軍記章[14]
- 1909年（明治42年）4月18日 - 皇太子渡韓記念章[15]
- 1919年（大正8年）5月30日 - 勲二等瑞宝章[16]
- 1920年（大正9年）11月1日 - 旭日重光章・大正三年乃至九年戦役従軍記章[17]

## 親族
- 父：大多和篤義（陸軍軍人、西南戦争に大尉として従軍。のち萩町長）
- 妻：大多和ウタ（陸軍軍人・守永薫の次女）[3]
- 相婿・田中鉄二郎‐弁護士。熊谷喜一郎の弟。